# Ústí (ort i Tjeckien, Zlín)
Ústí är en ort i Tjeckien.   Den ligger i regionen Zlín, i den östra delen av landet, 270 km öster om huvudstaden Prag. Ústí ligger 360 meter över havet och antalet invånare är 588.
Terrängen runt Ústí är huvudsakligen lite kuperad. Ústí ligger nere i en dal. Runt Ústí är det ganska tätbefolkat, med 78 invånare per kvadratkilometer. Närmaste större samhälle är Vsetín, 3,4 km norr om Ústí. I omgivningarna runt Ústí växer i huvudsak blandskog.